# Сан Кирико Рапаро
Сан Кѝрико Рапа̀ро (на италиански: San Chirico Raparo) е село и община в Южна Италия, провинция Потенца, регион Базиликата. Разположено е на 780 m надморска височина. Населението на общината е 1120 души (към 2012 г.).